# Distrito de Salitral (Morropón)
El distrito de Salitral es uno de los diez distritos que conforman la provincia de Morropón, ubicada en el Departamento de Piura, bajo la administración del Gobierno regional de Piura, en el norte del Perú.
Limita al norte con el distrito de San Juan de Bigote, al noroeste y al oeste con el distrito de Buenos Aires, al sur y al sudeste con el distrito de Canchaque de la provincia de Huancabamba; y al este y al noreste con el distrito de San Juan de Bigote.
Desde el punto de vista de la jerarquía de la Iglesia católica, forma parte de la Diócesis de Chulucanas.

## Historia
El distrito fue creado mediante Ley del 8 de octubre de 1840, en el segundo gobierno del Presidente Ramón Castilla.

## Geografía
Tiene una superficie de 614,03 km².  Su capital es la localidad de Salitral  

## Organización territorial
El distrito de Salitral cuenta con 24 anexos los cuales son:  
- Aserradero
- Cerezo
- El Molino
- Faicalito
- Gramadal
- Hornopampa
- Hualcas
- Huaro Quispampa
- La Alberca
- Malacasí
- Mamayaco
- Mangomanguia
- Nueva Esperanza
- Nuevo Progreso
- Palo Blanco
- Piedra Blanca
- Polluco
- Salitral
- Serrán
- San Juan
- Santa Rosa
- San Pedro
- Tortola
- Víctor Raúl

Dentro de sus localidades se encuentran Algarrobal, La Trancas, Nuevo San Juan y Selva Andina.

## Autoridades

### Municipales
- 2023 - 2026
  - Alcalde: Elkin Narciso Jauregui Yong (Unidad Regional).
  - Regidores:

  1. José Celis Riofrío
  2. Amanda Falero Salcedo
  3. Eduardo Córdova Vilela
  4. Magle Garcia Ticliahuanca
  5. Clara Rebolledo Cruz

Alcaldes anteriores
- 2019-2022: Ysmenia Monja Zapata, del Movimiento Independiente Fuerza Regional.
- 2011-2014:[3] José Rogelio Ballesteros Culcas, del Partido Democrático Somos Perú (SP).
- 2007-2010: Raúl Cardoza Gutiérrez.